# Staal met glazen
Staal met Glazen is een Nederlandstalige band uit Uden, opgericht in 1998. In hun eerste jaren speelden zij naast covers ook eigen werk. Tegenwoordig speelt Staal met Glazen uitsluitend covers in het nederpop, ska en feestmuziek genre. 

## Geschiedenis
Aanvankelijk begon Staal met Glazen als duo, bestaande uit Dennis Bakker (zang) en Willem van Dooren (gitaar). Het duo begon als straatmuzikanten in verschillende winkelcentra en deed vervolgens ook mee aan lokale talentenjachten.
De naam Staal met Glazen kwam voort uit het feit dat zowel Willem als Dennis brildragend waren. Na dit eerste stadium als duo waren er plannen om uit te breiden. In november 1998 groeide Staal met Glazen uit tot een volledige band door toevoeging van Erik Baggen, Gijs van Heeswijk, Bastiaan Pecht, Tim Cuijpers en Teun Poos.
Vervolgens zijn er wat wisselingen in de bezetting geweest. Waar na er met deze formatie in 2003 het album Onbreekbaar werd opgenomen. Bijna direct na het opnemen van dit album viel de band uit elkaar. 
Dennis, Ilse en Gijs maakten een doorstart na het zoeken van drie nieuwe bandleden: 
- Robbert Boersma - tenorsaxofoon
- Tom Goossens - gitaar
- Rob Schuurmans - basgitaar

In deze nieuwe, en wat later zou blijken stabielere, formatie werd drie maanden na de doorstart studiotijd gewonnen in een lokale bandwedstrijd. Deze studiotijd werd gebruikt om de single De Bus op te nemen. De single scoorde goed in de lokale hitlijsten. Later, oktober 2004, werd de band nog uitgebreid met een zevende bandlid, Dave van den Boom.
In 2008 ging de band enkele weken de studio in om het album Voor de Verandering op te nemen. Naar aanleiding van dit album werd Staal met Glazen in 2009 tweemaal uitgenodigd door 3FM dj Roosmarijn Reijmer om op te treden in het programma Antiroos en Ekdom In De Nacht. In de jaren daarna ging Staal met Glazen steeds meer covers en minder eigen werk spelen.
Tot en met 2018 werden boekingen onder eigen beheer gedaan, maar daar kwam begin 2019 verandering toen zij de samenwerking met Live en Booking aangingen. Sindsdien hebben ze al op veel festivals, tentfeesten, kermissen en evenementen in Nederland gestaan. Enkele voorbeelden Zwarte Cross, Paaspop,  Festyland, Høken en Hakselen, Faberplein Zomerfeesten Nijmegen, Alle Remmen Los, Udenhout Onder Zeil. 

## Discografie
| Jaartal | Titel               |
| ------- | ------------------- |
| 2003    | Onbreekbaar         |
| 2003    | De Bus (single)     |
| 2008    | Voor de Verandering |

## Bezetting
Onderstaande figuur beschrijft de bezetting van Staal met Glazen door de jaren heen.